# Pietro Andrea Ziani
Pietro Andrea Ziani (21. prosince 1616 Benátky – 12. února 1684 Neapol) byl italský varhaník a hudební skladatel.

## Život
Pietro Andrea Ziani byl strýcem skladatele Marc'Antonia Zianiho. Základní hudební vzdělání získal v klášteře v Candii. Působil pak jako varhaník v Trevisu (1636), v Candii (1637) a v Brescii (1638). V roce 1639 přišel do Benátek, kde byl vysvěcen na jáhna a stal se varhaníkem v kostele Božského Spasitele. Na tomto místě setrval až do roku 1654.
Jeho první opera, La Guerriera, měla premiéru v karnevalovém období roku 1654 v divadle Teatro Sant'Apollinare. Tím začala dlouholetá spolupráce s impresáriem tohoto divadla Giovannim Faustinim a jeho libretisty. V letech 1657–1659 byl kapelníkem v bazilice Santa Maria Maggiore v Bergamu, kde byl nástupcem skladatele Maurizia Cazzatiho. V roce 1660 vstoupil do služeb habsburského dvora. Přibližně dva roky působil v Innsbrucku na dvoře arcivévody Ferdinanda Karla Tyrolského a po jeho smrti byl v letech 1663–1667 dirigentem dvorního orchestru císařovny vdovy Eleonory Magdaleny Gonzagové ve Vídni. V době svého pobytu ve Vídni vytvořil četná oratoria a opery, které byly uváděny ve Vídni i v Benátkách.
V průběhu roku 1668 byl ze zdravotních důvodů zproštěn ze všech náboženských povinností, odešel z Vídně a až do roku 1677 působil jako první varhaník v bazilice sv. Marka. Poté, co nezískal místo ředitele kůru přesídlil do Neapole. Stal se profesorem na konzervatoři Conservatorio di Sant'Onofrio a Porta Capuana a dvorním varhaníkem. Od roku 1680 působil také jako zástupce dvorního kapelníka.
Zemřel v Neapoli 12. února 1684 ve věku 67 let. Kromě mnoha oper a oratorií byl i oblíbeným autorem komorní hudby.

## Dílo

### Opery
- La guerriera spartana (dramma per musica, libreto Bartolomeo Castoreo, 1654, Benátky)
- Eupatria (dramma per musica, libreto Giovanni Faustini, 1655, Benátky)
- Le fortune di Rodope e Damira (dramma per musica, libreto Aurelio Aureli, 1657, Benátky)
- L'incostanza trionfante, ovvero il Theseo (dramma per musica, libreto Francesco Maria Piccioli podle Plutercha, 1658, Benátky)
- Antigona delusa da Alceste (dramma per musica, libreto Aurelio Aureli, 1660, Benátky)
- Annibale in Capua (dramma per musica, libreto Nicolò Beregan, 1661, Benátky)
- Gli scherzi di Fortuna subordinato al Pirro (dramma per musica, libreto Aurelio Aureli, 1662, Benátky)
- Le fatiche d'Ercole per Deianira (dramma per musica, libreto Aurelio Aureli, 1662, Benátky; 1680, Amsterdam)
- L'amor guerriero (dramma per musica, libreto Cristoforo Ivanovich, 1663, Benátky)
- Oronisbe (componimento drammatico per musica, libreto Antonio Draghi, 1663, Vídeň)
- La congiura del vizio contro la virtù (scherzo musicale, libreto Donato Cupeda, 1663, Vídeň)
- La ricreazione burlesca (dramma per musica, 1663, Vídeň)
- L'invidia conculcata dalla Virtù, Merito, Valore della S.C. Mta di Leopoldo imperatore (componimento drammatico, libreto Antonio Draghi, 1664, Vídeň)
- Circe (dramma per musica, libreto Cristoforo Ivanovich, 1664, Vídeň)
- Cloridea (dramma per musica, libreto Antonio Draghi, 1665, Vídeň)
- Doriclea (dramma per musica, libreto Giovanni Faustini, 1666, Vídeň)
- L'onore trionfante (dramma per musica, libreto Domenico Federici, 1666, Vídeň)
- Elice (introduzione ad un regio balletto, libreto Domenico Federici, 1666, Vídeň)
- Galatea (favola pastorale per musica, libreto Antonio Draghi, 1667, Vídeň)
- Alcide (dramma per musica, libreto Giovanni Faustini, 1667, Benátky)
- Semiramide (dramma per musica, libreto Marcello Noris, 1670, Benátky)
- Ippolita reina delle amazzoni (dramma per musica, libreto Carlo Maria Maggi, 1670, Milán; spolupráce Lodovico Busca a Pietro Simone Agostini)
- Heraclio (dramma per musica, libreto Nicolò Beregan, 1671, Benátky)
- Attila (dramma per musica, libreto Marcello Noris, 1672, Benátky)
- Chi tal nasce tal vive, ovvero l'Alessandro Bala (dramma per musica, libreto Andrea Perruccio, 1678, Neapol)
- Candaule (dramma per musica, libreto Adriano Morselli , 1679, Benátky)
- Enea in Cartagine (dramma per musica, libreto Marc’Antonio Catani, 1680, Palermo)
- L'innocenza risorta, ovvero Etio (dramma per musica, libreto Adriano Morselli, 1683, Benátky)

### Jiné skladby
- Madrigaly (Benátky, 1640)
- Moteta op. 2 (Benátky, 1640)
- Canzonety op. 3 und op.8 (Benátky, 1641 a 1670)
- Sacrae laudes complectens tertiam, missam psalmosque op. 5 op. 6 (Benátky, 1660)
- Tří až šestihlasé sonáty op. 7 (Freiberg a Benátky, 1667)
- Sonatae duae à 6, 2 violini, 4 viole con basso per l'organo (1670)
- 6 Sonatas à due violini col basso per l'organo (Amsterdam, 1710)
- Assalonne punito (oratorium, 1667)